# ایگناسیو مئسترو پوچ
ایگناسیو مئسترو پوچ (انگلیسی: Ignacio Maestro Puch؛ زادهٔ ۱۳ اوت ۲۰۰۳) بازیکن فوتبال اهل آرژانتین است که در حال حاضر به صورت قرضی از آتلتیکو توکومان برای ایندپندینته در پست مهاجم بازی می‌کند.
وی همچنین در تیم ملی فوتبال زیر ۲۰ سال آرژانتین بازی کرده است.

## دوران باشگاهی
ایگناسیو مئسترو پوچ نخستین بازی حرفه‌ای‌اش را برای اتلتیکو توکومان در ۱۰ فوریه مقابل سارمیه‌نتو جونین انجام داد.

## زندگی شخصی
مئسترو پوچ متولد آرژانتین است و اصالتی ایتالیایی دارد.